# Little Missouri (dopływ Missouri)
Little Missouri (ang. Little Missouri River) – rzeka w Stanach Zjednoczonych, przepływająca przez stany Wyoming (hrabstwo Crook), Montana (hrabstwo Carter), Dakota Południowa (hrabstwo Harding) i Dakota Północna (hrabstwa Bowman, Slope, Golden Valley, Billings, McKenzie i Dunn), dopływ rzeki Missouri.
Źródło rzeki znajduje się w północno-wschodniej części stanu Wyoming, na wysokości około 1385 m n.p.m. Rzeka płynie w kierunku północno-wschodnim i północnym, przepływając przez południowo-wschodni narożnik stanu Montana i północno-zachodni Dakoty Południowej, po czym wpływa na teren Dakoty Północnej. W końcowym biegu skręca na wschód i uchodzi do jeziora Sakakawea, na rzece Missouri, na wysokości około 560 m n.p.m. Długość rzeki wynosi 900 km.
Obszar wzdłuż rzeki jest słabo zaludniony. Większe miejscowości nad Little Missouri to Marmarth i Medora. Rzeka przepływa przez Park Narodowy Teodora Roosevelta.